# Augusts Kirhenšteins
Augusts Kirhenšteins (ur. 18 września 1872 w Mazsalaca, wówczas Waldenberg, w Inflantach, zm. 3 listopada 1963 w Rydze) – łotewski naukowiec, profesor biologii, premier i prezydent Łotwy w 1940, przewodniczący Rady Najwyższej Łotewskiej SRR (1940–1952), Bohater Pracy Socjalistycznej (1957).

## Życiorys
Pochodził z rodziny chłopskiej o korzeniach niemieckich. Po ukończeniu gimnazjum w Rydze studiował weterynarię w Dorpacie. W 1905 wziął udział w rewolucji na Łotwie.
Kształcił się na uczelni w Zurychu w zakresie medycyny, po czym wyjechał do Serbii, gdzie w czasie I wojny światowej służył jako lekarz w wojsku.
Po powrocie na Łotwę objął Katedrę Weterynarii na Uniwersytecie w Rydze. Oprócz działalności naukowej angażował się w sprawy społeczne i polityczne — był zwolennikiem socjaldemokracji, stał na czele Towarzystwa Przyjaźni Łotewsko-Radzieckiej.
W 1940 wyznaczony przez prezydenta Ulmanisa (pod naciskiem Andrieja Wyszynskiego) na szefa rządu Łotwy, objął też funkcję prezydenta. Popierał przyłączenie kraju do ZSRR, w wyniku którego objął urząd przewodniczącego Rady Najwyższej Łotewskiej SRR (quasi–prezydenta). Funkcję szefa parlamentu sprawował do 1952.
Po ataku III Rzeszy na ZSRR ewakuował się do Moskwy, gdzie powołano go na wiceprzewodniczącego Rady Najwyższej ZSRR.
W latach 1945–1962 prezes Łotewskiego Instytutu Mikrobiologii i Wirologii w Rydze. Obecnie Instytut nosi jego imię.

## Odznaczenia
- Medal Sierp i Młot Bohatera Pracy Socjalistycznej (17 września 1957)
- Order Lenina (siedmiokrotnie)
- Order Wojny Ojczyźnianej I klasy
- Order Czerwonego Sztandaru Pracy (trzykrotnie)

I medale.